# AJet
AJet (code AITA VF; code OACI : TKJ), précédemment nommée AnadoluJet jusqu'au 31 mars 2024, est une compagnie aérienne à bas prix turque, basée à Ankara en Turquie, filiale de la compagnie aérienne nationale turque Turkish Airlines.

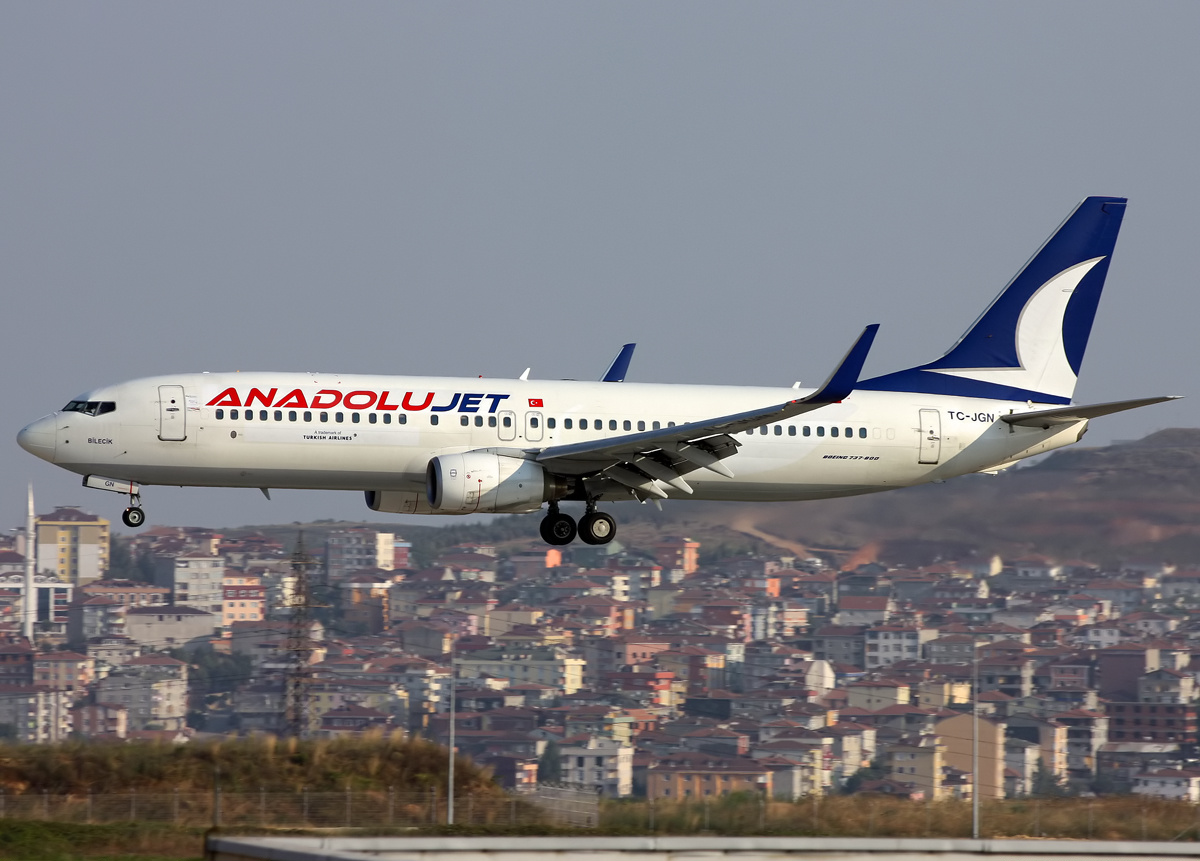
Un Boeing 737-800 atterrissant à l'aéroport Sabiha Gökçen d'Istanbul

## Destinations
AJet assure des vols intérieurs en Turquie, ainsi que des vols internationaux vers les Pays-Bas, Chypre, la France, le Royaume-Uni, l'Italie, l'Allemagne et l'Irak.
La compagnie possède un accord de partage de code avec sa maison mère Turkish Airlines.

## Flotte

### Flotte en activité
La flotte de AnadoluJet se compose des appareils suivants (au mois d'octobre 2024 ):

### Flotte retirée
- ATR 72
- Airbus A320-200
- Boeing 737-400
- Boeing 737-700
- Embraer ERJ-190
- Embraer ERJ-195

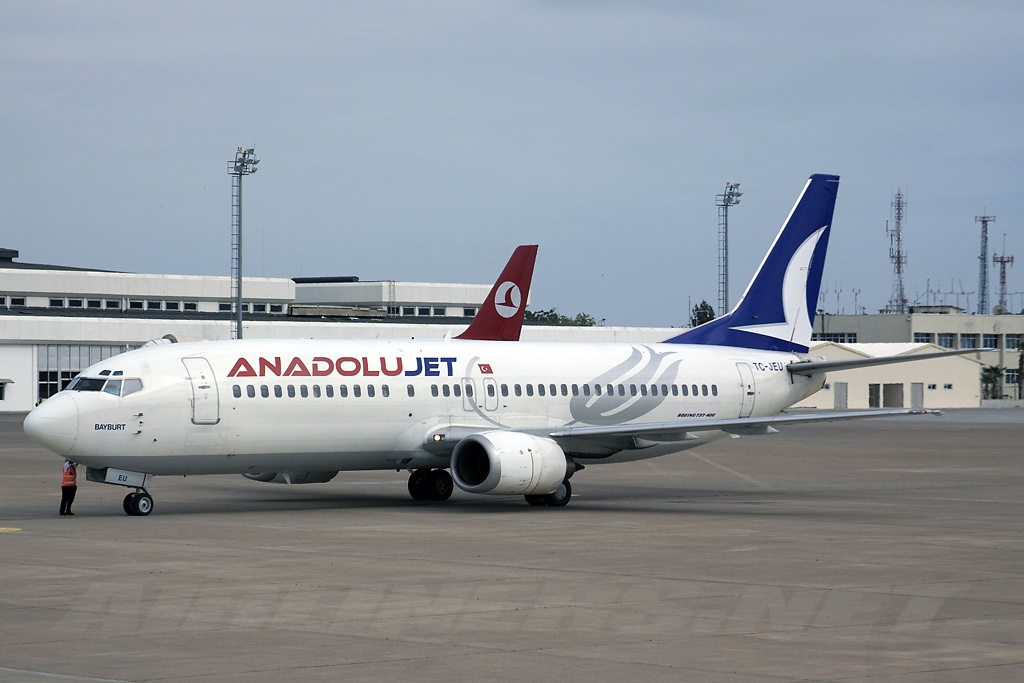
Boeing 737-4Y0 d'AnadoluJet
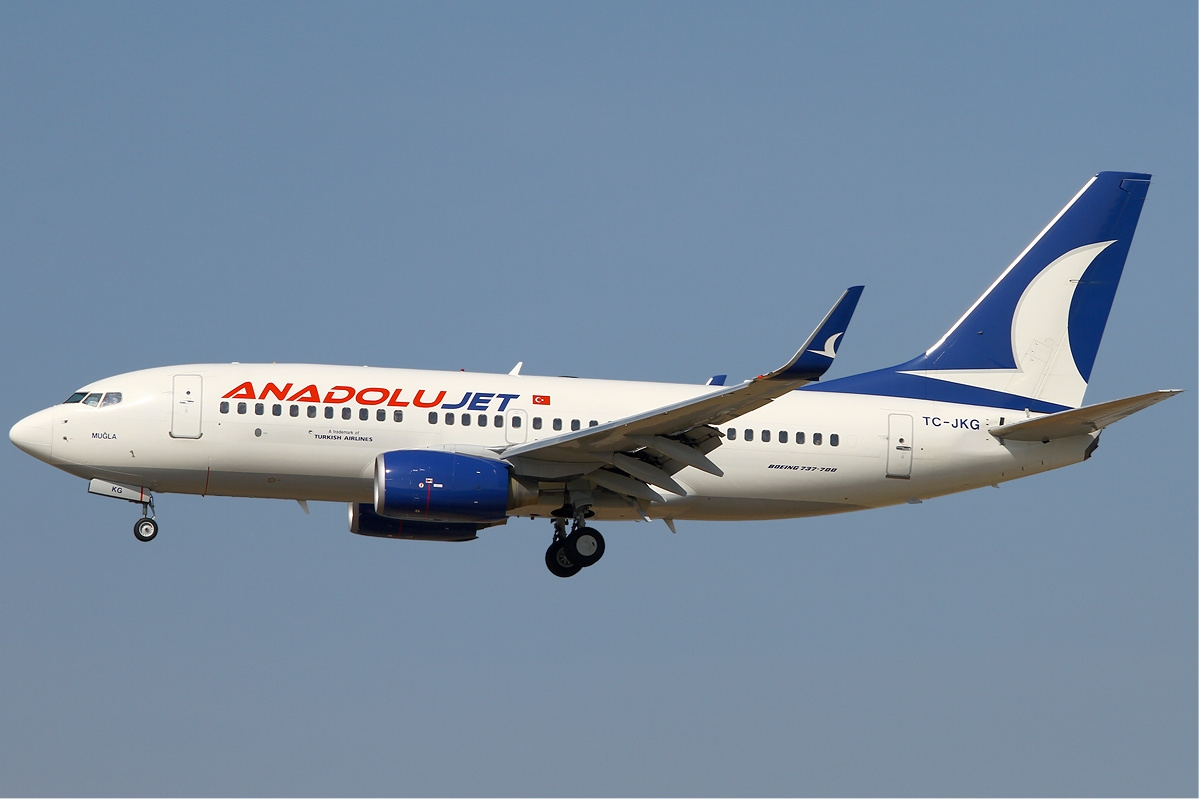
Boeing 737-700
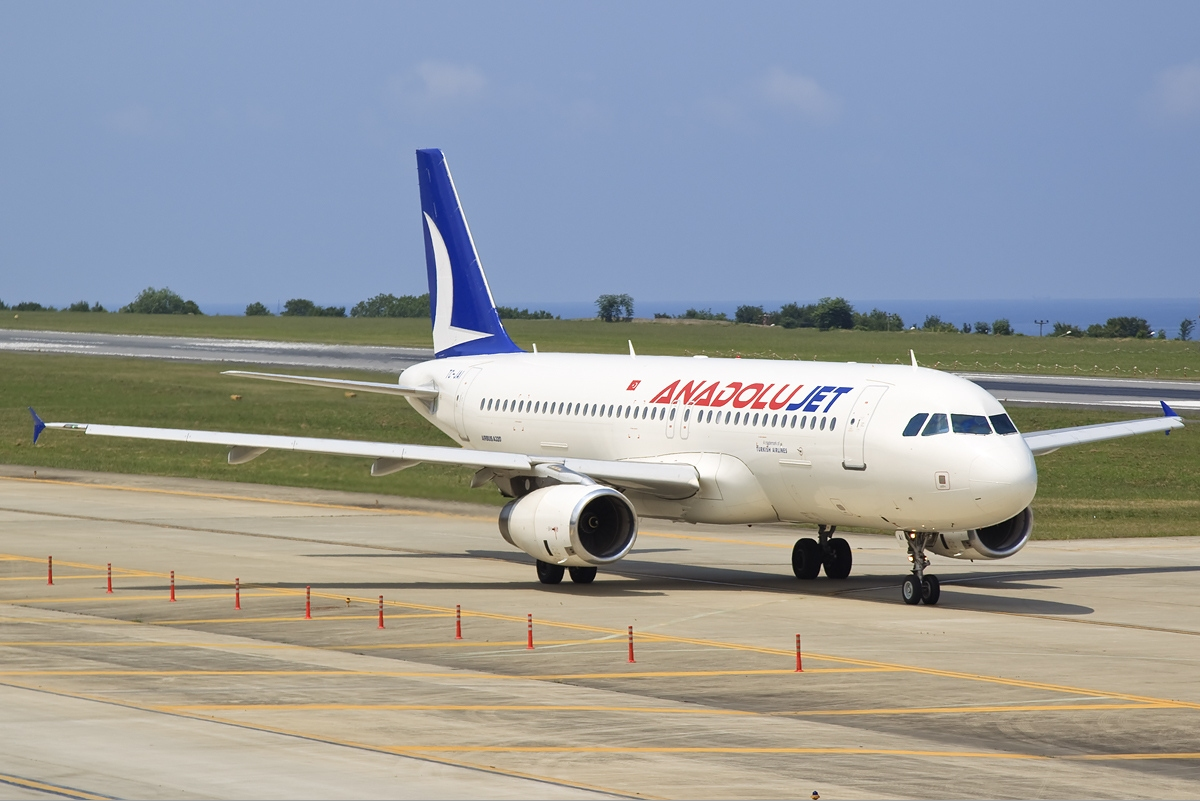
Airbus A320

## Galerie photos

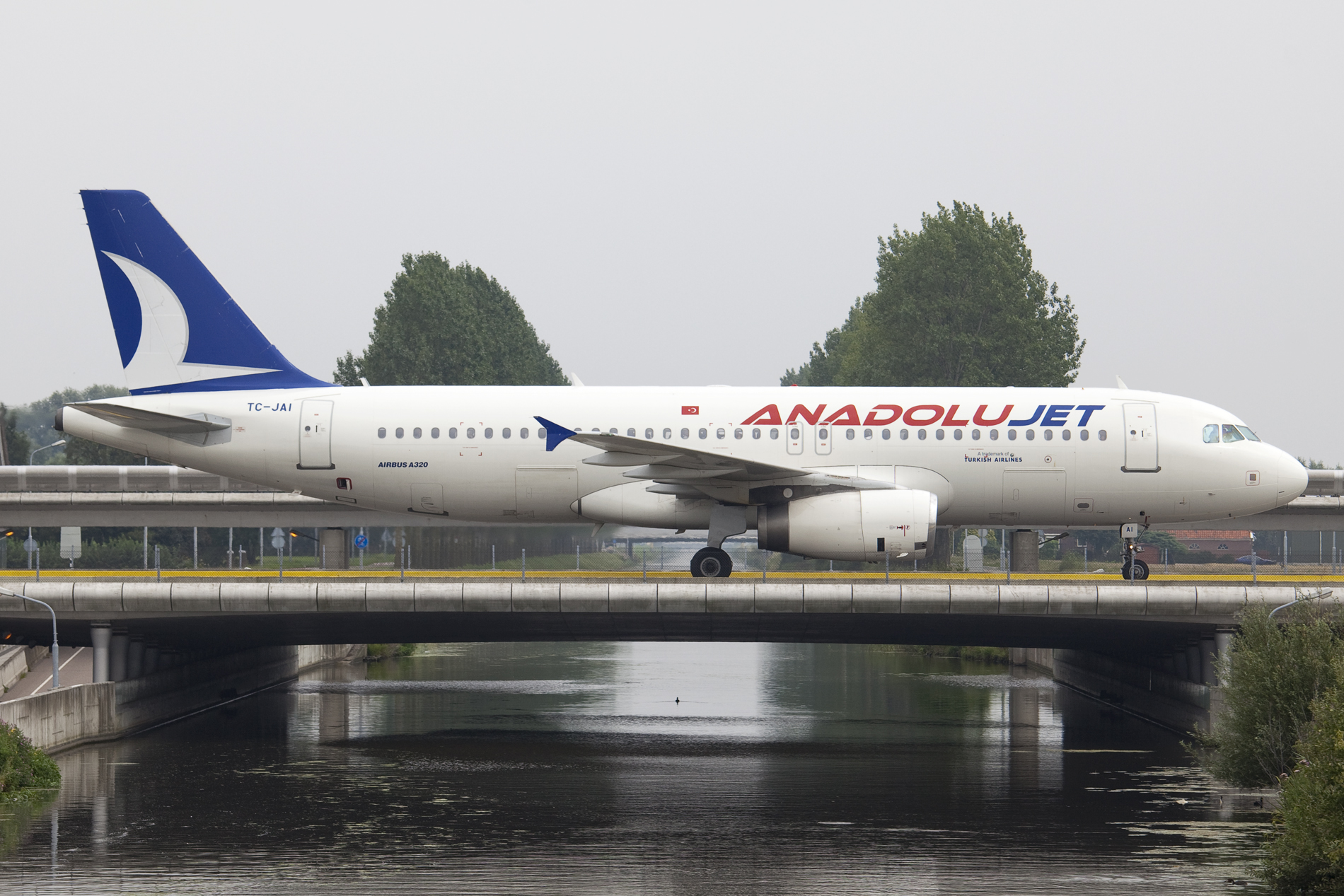
Ancien Airbus A320
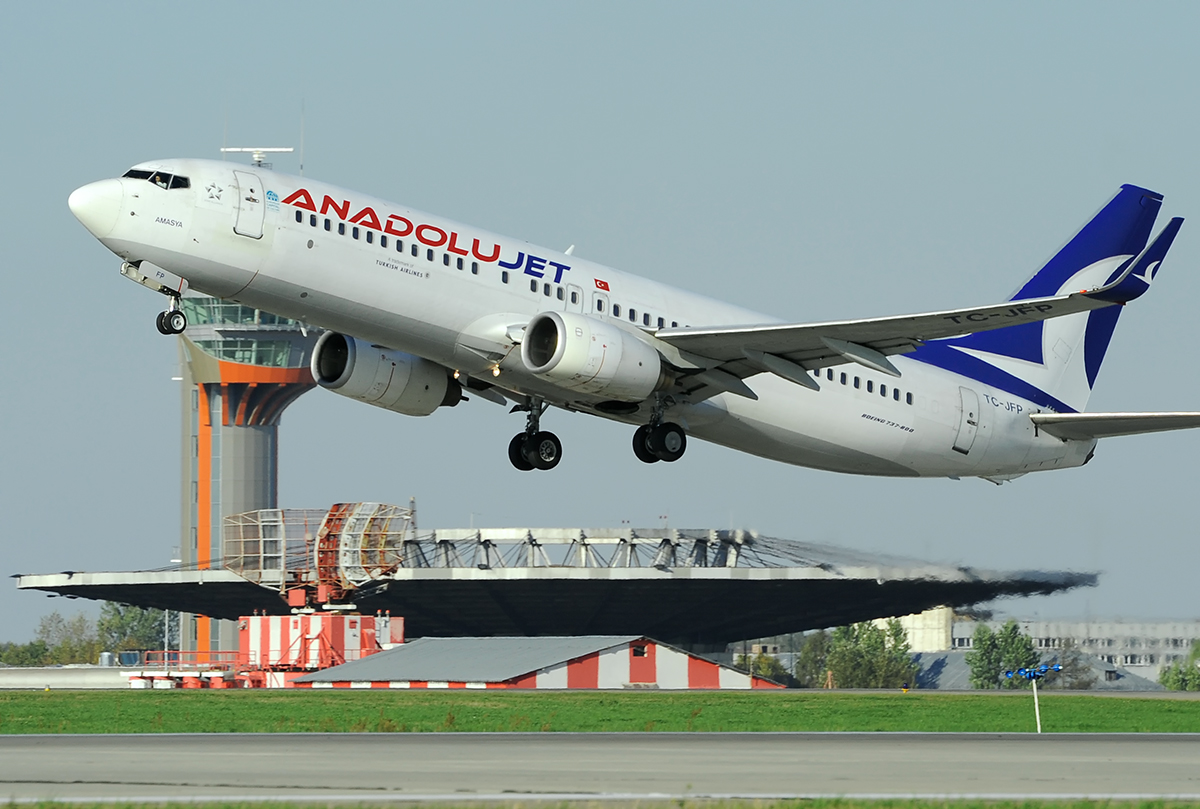
TC-JFP
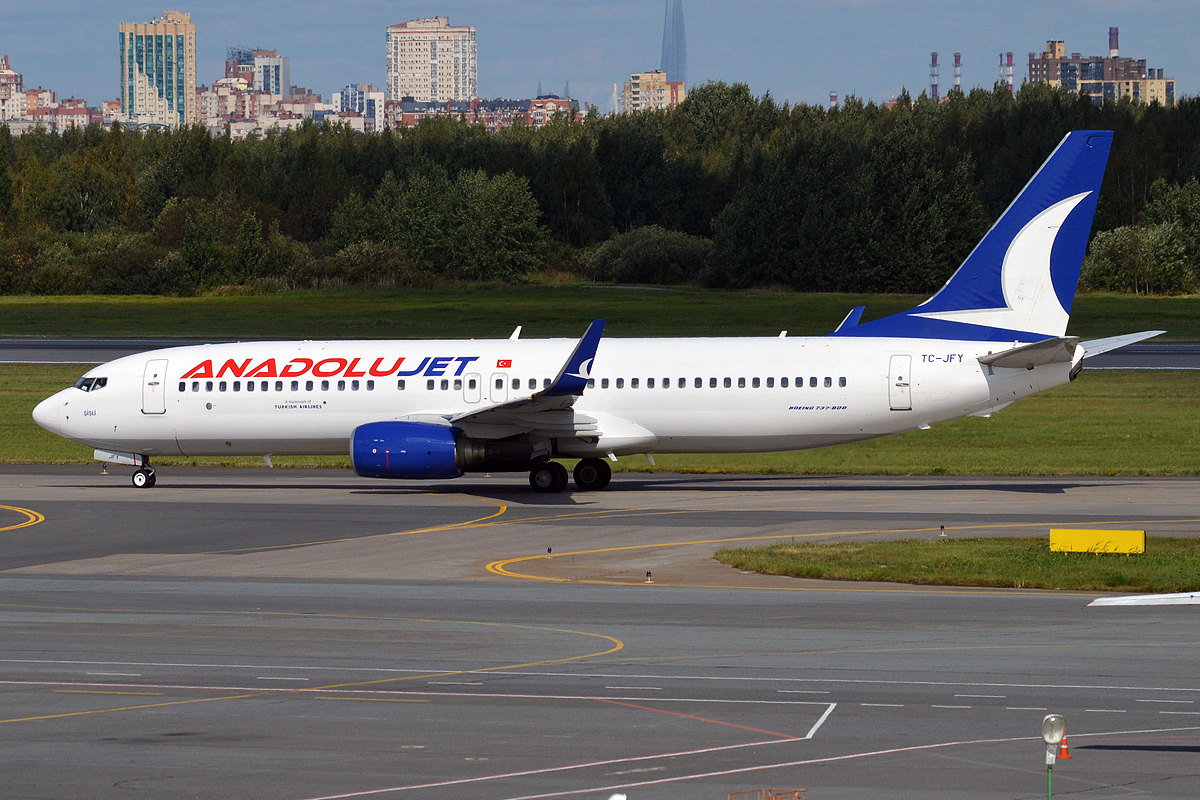
Boeing 737-8F2
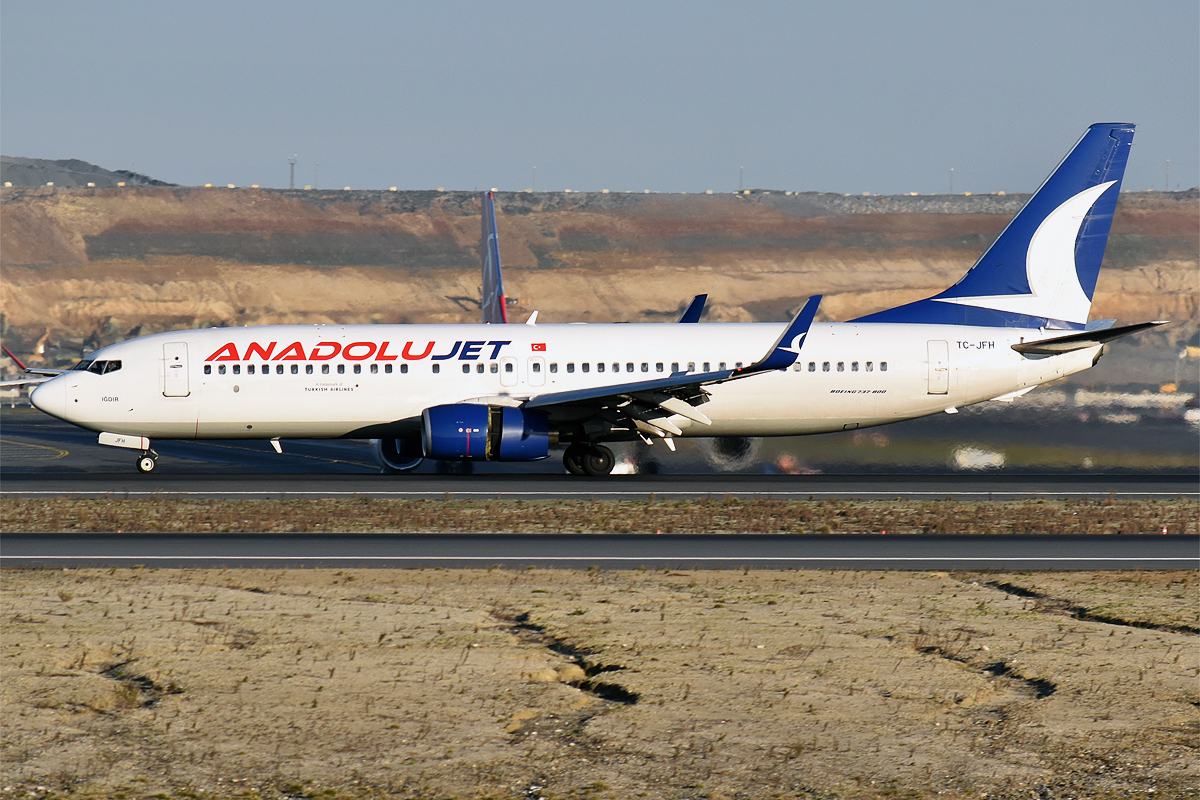
TC-JFH